# ليونيد خاريتونوف
ليونيد خاريتونوف واسمه الثلاثي ليونيد ميخائيلوفيتش خاريتونوف (بالروسية:  Леонид Михайлович Харитонов)‏ (18 سبتمبر 1933 - 19 سبتمبر 2017) هو مغني باس باريتون روسي، قُلد وسام فنان الشعب في جمهورية روسيا الاتحادية الاشتراكية السوفيتية ووسام الفنان المكرم لجمهورية روسيا الاتحادية الاشتراكية السوفيتية. وأدى الكثير من الأغاني مع فرقة ألكسندروف العسكرية، عُرف في الغرب بأدائه أغنية رجال مراكب الفولجا في فيديو أُنتج عام 1965.

## استشهادات
1. 1 2 3 4 5 6 7 8   http://www.classicalmusicnews.ru/news/leonid-haritonov-passed/. {{استشهاد ويب}}: |url= بحاجة لعنوان (مساعدة) والوسيط |title= غير موجود أو فارغ (من ويكي بيانات) (مساعدة)
2. ↑  Discogs | Леонид Харитонов (بالإنجليزية), QID:Q504063

## روابط خارجية
- ليونيد خاريتونوف على موقع ميوزك برينز (الإنجليزية)
- ليونيد خاريتونوف على موقع ديسكوغز (الإنجليزية)